# ホンダ・エルシノア
エルシノア（Elsinore）は、本田技研工業がかつて製造販売したオートバイのシリーズ商標である。

## 概要
CL・SLシリーズに続くデュアルパーパスモデルで、本シリーズは本田技研工業初の本格的2ストロークエンジンを搭載するモデルに附与されたペットネームで、アメリカ合衆国カリフォルニア州のレイク・エルシノアで毎年初夏に行なわれるクロスカントリーレース「エルシノア・グランプリ」に由来する。
シリーズ内でモトクロス競技専用モデルとそれをベースに保安部品を装着した公道走行可能モデルが存在した。

## 競技専用モデル
エルシノア CR250M
1972年9月26日に発表発売された250ccクラス用モトクロッサー。同年のモトクロス全日本選手権シリーズに投入されていたワークスマシンRC250Mを母体にした量産型競技専用モデルである。
数度のマイナーチェンジを実施して1977年11月26日にエルシノア CR250M IIにモデルチェンジを実施。しかし1978年11月1日のモデルチェンジでエルシノアのペットネームが消滅。
エルシノア CR125M
1973年1月29日に同年3月から発売されることが発表された125ccクラス用モトクロッサー。1976年1月17日のマイナーチェンジでエルシノア CR125M IIに変更。上述の250ccモデル同様に1978年11月1日のモデルチェンジでエルシノアのペットネームが消滅。
※ホンダ・CRも参照のこと。

## 公道走行可能モデル

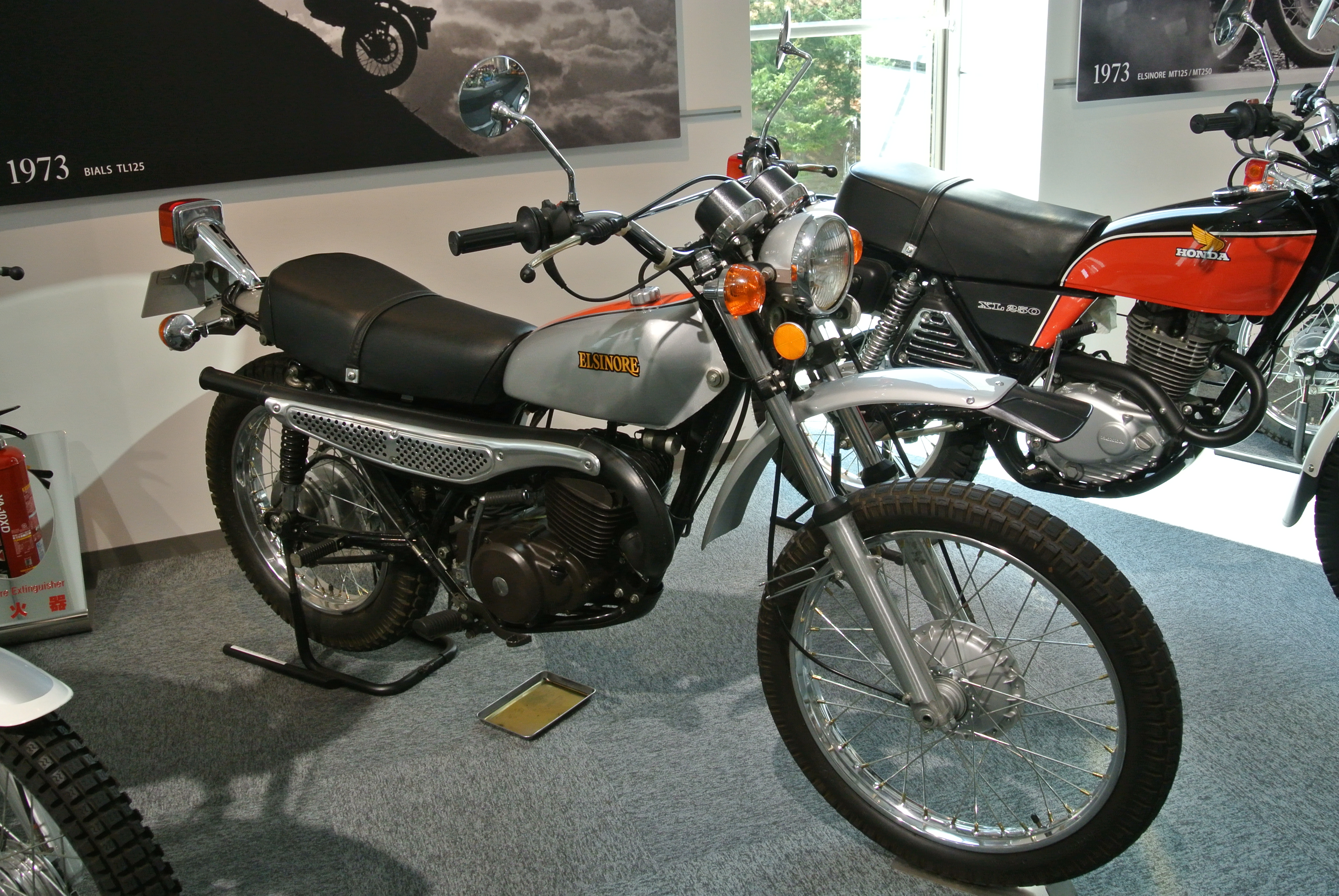
エルシノア MT250
ホンダコレクションホール所蔵車

エルシノア MT250・エルシノア MT125
1973年5月9日発表、同月10日に250cc（普通自動二輪車）クラス・125cc（小型自動二輪車）クラス同時発売された。エルシノア250・エルシノア125とも呼ばれる。
空冷2ストローク6ポートピストンバルブ単気筒エンジンは、日常の使い勝手を考えたチューニングや潤滑方式の混合から分離への変更がされているが、基本設計は共通でその他多くの部品でもキャリーオーバである。
デュアルパーパスモデルとして公道走行用保安部品を装着するが、モトクロスレースへの参加も考慮し取り外し・再装着が簡単にできる構造としたほか、上述のCRシリーズ車と共通オプションも設定された。
なお、イメージキャラクターにはスティーブ・マックイーンが起用された。

### 遍歴
海外輸出も実施されたが、発売直後に第1次オイルショックが発生。また本田技研工業初の本格的2ストロークエンジンであったことから、トラブルも多く販売不振に陥り1975年に後継モデルとして4ストロークエンジンを搭載するXL250・XL125へモデルチェンジされ生産終了となった。
なおMTの車名は1979年にMT50で復活し、後にMTXシリーズへ発展した。

## 諸元
| 車名                | CR125M                                      | MT125                                       | CR250M                                      | MT250                                       |          |
| タイプ              | 競技                                        | 公道                                        | 競技                                        | 公道                                        |          |
| モデルイヤー        | 1973                                        | 1973                                        | 1972                                        | 1973                                        |          |
| 全長x全幅x全高（m） | 2.040x0.890x1.090                           | 2.050x0.830x1.100                           | 2.125x0.855x1.130                           | 2.160x0.890x1.130                           |          |
| ホイールベース（m） | 1.360                                       | 1.360                                       | 1.435                                       | 1.440                                       |          |
| 乾燥重量（kg）      | 81                                          | 96                                          | 96                                          | 118                                         |          |
| 定地走行燃費        |                                             | 55km/L（50㎞/h）                            |                                             | 40km/L（50㎞/h）                            |          |
| エンジン型式        | 空冷2ストローク6ポートピストンバルブ単気筒  | 空冷2ストローク6ポートピストンバルブ単気筒  | 空冷2ストローク6ポートピストンバルブ単気筒  | 空冷2ストローク6ポートピストンバルブ単気筒  |          |
| 総排気量            | 123cc                                       | 123cc                                       | 248cc                                       | 248cc                                       |          |
| 内径x行程（mm）     | 56.0x50.0                                   | 56.0x50.0                                   | 70.0x64.4                                   | 70.0x64.4                                   |          |
| 圧縮比              | 7.6                                         | 7.0                                         | 7.2                                         | 6.6                                         |          |
| 最高出力            | 22ps/9,500rpm                               | 13ps/7,000rpm                               | 33ps/7,500rpm                               | 23ps/6,500rpm                               |          |
| 最大トルク          | 1.7kg-m/9,250rpm                            | 1.4kg-m/6,500rpm                            | 3.2kg-m/6,500rpm                            | 2.6kg-m/5,500rpm                            |          |
| キャブレター        | PW28                                        | PW24                                        | PW34                                        | PW28                                        |          |
| 点火方式            | CDI                                         | マグネト                                    | マグネト                                    | マグネト                                    | マグネト |
| 始動方式            | プライマリーキック                          | プライマリーキック                          | プライマリーキック                          | プライマリーキック                          |          |
| 潤滑方式            | 混合                                        | 分離                                        | 混合                                        | 分離                                        |          |
| 潤滑油容量（L）     |                                             | 1.5                                         |                                             | 1.3                                         |          |
| 燃料タンク容量（L） | 6                                           | 6.5                                         | 7                                           | 8.5                                         |          |
| クラッチ            | 湿式多板コイルスプリング                    | 湿式多板コイルスプリング                    | 湿式多板コイルスプリング                    | 湿式多板コイルスプリング                    |          |
| 変速方式            | 左足動式リターン                            | 左足動式リターン                            | 左足動式リターン                            | 左足動式リターン                            |          |
| 変速機              | 常時噛合6段                                 | 常時噛合5段                                 | 常時噛合5段                                 | 常時噛合5段                                 |          |
| 1速                 | 4.000                                       | 2.357                                       | 2.056                                       | 2.235                                       |          |
| 2速                 | 2.133                                       | 1.611                                       | 1.571                                       | 1.571                                       |          |
| 3速                 | 1.611                                       | 1.238                                       | 1.250                                       | 1.160                                       |          |
| 4速                 | 1.300                                       | 1.000                                       | 1.037                                       | 0.896                                       |          |
| 5速                 | 0.958                                       | 0.808                                       | 0.862                                       | 0.718                                       |          |
| 6速                 | 0.880                                       |                                             |                                             |                                             |          |
| フレーム形式        | セミダブルグレードル                        | セミダブルグレードル                        | セミダブルグレードル                        | セミダブルグレードル                        |          |
| サスペンション      | テレスコッピック（前）/スイングアーム（後） | テレスコッピック（前）/スイングアーム（後） | テレスコッピック（前）/スイングアーム（後） | テレスコッピック（前）/スイングアーム（後） |          |
| キャスター          | 59.5°                                       | 59.5°                                       | 59.0°                                       | 59.5°                                       |          |
| トレール            | 140.0mm                                     | 140.0mm                                     | 145.0mm                                     | 143.0mm                                     |          |
| タイヤ（前）        | 2.75-21                                     | 2.75-21                                     | 3.00-21                                     | 3.00-21                                     |          |
| タイヤ（後）        | 3.50-18                                     | 3.50-18                                     | 4.00-18                                     | 4.00-18                                     |          |
| ブレーキ（前）      | ワイヤ式リーディングトレーリング            | ワイヤ式リーディングトレーリング            | ワイヤ式リーディングトレーリング            | ワイヤ式リーディングトレーリング            |          |
| ブレーキ（後）      | 機械式リーディングトレーリング              | 機械式リーディングトレーリング              | 機械式リーディングトレーリング              | 機械式リーディングトレーリング              |          |
| 標準現金価格        | \200.000                                    | \155,000                                    | \300,000                                    | \208,000                                    |          |
| ------------------- | ------------------------------------------- | ------------------------------------------- | ------------------------------------------- | ------------------------------------------- | -------- |